# ربيع علم الدين
ربيع علم الدين (بالإنجليزية: Rabih Alameddine)‏ (1959 - ) رسام وكاتب لبناني أمريكي.

## حياته
ولد ربيع علم الدين في عمان بالأردن، من عائلة درزية لبنانية،  كان والداه درزيين، بينما يعتبر ربيع نفسه ملحدًا. نشأ وترعرع في الكويت ولبنان، ثم انفصل عن عائلته مع انطلاق الحرب الأهلية اللبنانية في سن السابعة عشر؛ ليعيش بمفرده أولاً في إنجلترا ثم في كاليفورنيا. حصل علم الدين على شهادة في الهندسة من جامعة كاليفورنيا في لوس أنجلوس، وماجستير في إدارة الأعمال من جامعة سان فرانسيسكو.
بدأ علم الدين مسيرته المهنية كمهندس، ثم انتقل إلى الكتابة والرسم، حيث ألف أربع روايات ومجموعة قصصية، واشتهر بعد صدور روايته «الحكواتي» عن دار نوف في نيويورك التي أثارت ضجة كبرى في مختلف الدوائر الأدبية والنقدية، وأقام مجموعة من المعارض للوحاته كان آخرها في النرويج عام 1997، وحصل على زمالة غوغنهايم في عام 2002. يتنقل علم الدين في العيش بين مدينتي سان فرانسيسكو وبيروت.
حصل على جائزة دائرة نقاد الكتب الوطنية سنة 2014 وفاز بالميدالية الذهبية لجوائز الكتاب في كاليفورنيا عن رواية امرأة لا لزوم لها. كما حصل في 2016 على جائزة «فيمينا» لأفضل رواية مترجمة إلى الفرنسية، عن ذات الرواية بعد أن تُرجمت إلى الفرنسية في 2016.
وفي عام 2017 فاز بجائزة الكتاب العربي الأمريكي، وجائزة لامبدا الأدبية لروايات المثليين عن رواية ملاك التاريخ.

## أعماله
يكتب ربيع أعماله باللغة الإنجليزية، وتُنشر في الولايات المتحدة، وأغلبها يتم ترجمته إلى اللغة العربية والعديد من اللغات الأخرى، ومن أشهر أعماله:
- كولايدس: فن الحرب (بالإنجليزية: Koolaids: The Art of War)‏ (1998)
- السابق: قصص (بالإنجليزية: The Perv)‏ (1999)
- أنا، الإلهي: رواية في الفصول الأولى (بالإنجليزية: I، the Divine: A Novel in First Chapters)‏ (2001)
- الحكاواتي (بالإنجليزية: The Hakawati)‏ (2008)
- امرأة لا لزوم لها (بالإنجليزية: An Unnecessary Woman)‏(2014)،[8] وترجمت الرواية للعربية تحت عنوان «حيوات من ورق». كما تُرجمت للعديد من اللغات وحصلت على جائزة «فيمينا» للرواية.[5]
- ملاك التاريخ: رواية (بالإنجليزية: The Angel of History)‏ (2016)

## وصلات خارجية
- الموقع الرسمي
- ربيح علم الدين على موقع ريد روم